# 東方のおとぎ話
『東方のおとぎ話』（とうほうのおとぎばなし、独：Märchen aus dem Orient）作品444は、ヨハン・シュトラウス2世が作曲したウィンナ・ワルツ。
『東洋の物語』という邦題が用いられることもあるが、本記事では『ヨハン・シュトラウス2世作品目録』（日本ヨハン・シュトラウス協会、2006年）に従う。

## 楽曲解説

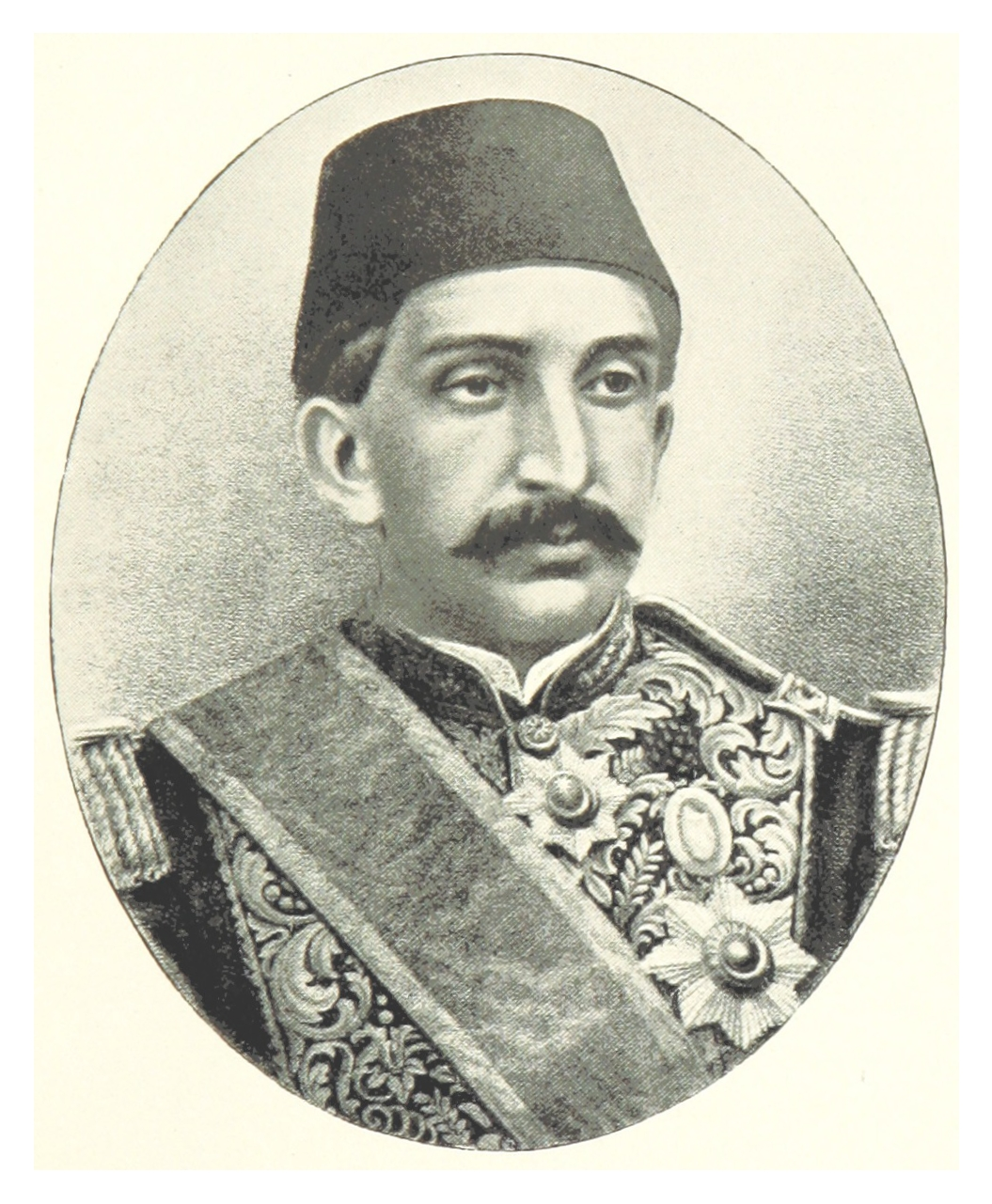
オスマン帝国のアブデュルハミト2世（1893年）

1892年、50歳を迎えるオスマン帝国のアブデュルハミト2世に献呈された。シュトラウス2世の狙いは、オスマン帝国の勲章であった。初演は同年11月27日にウィーン楽友協会で催された「エドゥアルトの慈善演奏会」において行われた。
序奏と第1ワルツに、オリエント風の特徴がみられる。
序奏

## ニューイヤーコンサート
ウィーンフィル・ニューイヤーコンサートへの登場は以下の通りである。
- 2009年 - ダニエル・バレンボイム指揮
- 2015年 - ズービン・メータ指揮